# Бам (Флорида)
Бам (енгл. Balm) насељено је место без административног статуса у америчкој савезној држави Флорида.

## Демографија
По попису из 2010. године број становника је 1.457.
| Група             | 2000.    | 2010.       |
| Белци             | 0 (0,0%) | 753 (51,7%) |
| Афроамериканци    | 0 (0,0%) | 223 (15,3%) |
| Азијати           | 0 (0,0%) | 23 (1,6%)   |
| Хиспаноамериканци | 0 (0,0%) | 452 (31,0%) |
| Укупно            | 0        | 1.457       |